# Joan Onofre d'Ortodó
Joan Onofre d'Ortodó (Puigcerdà, ? – 1616) fou notari de Puigcerdà. Estudià dret a la Universitat de Lleida on obtingué el grau de doctor. De retorn a Puigcerdà és nomenat notari d'acord amb els privilegis que aquesta Vila ostentava. Més tard fou nomenat secretari del Consolat, atès que Puigcerdà tenia representació i vot a les Corts Catalanes i participà com a diputat a les Corts de Montsó l'any 1585. Fou l'iniciador l'any 1583 del llibre Dietarium villae Podii Ceretani més conegut com el Dietari d'Ortodó, on es descriu la crònica cerdana i que va ser continuat pels secretaris del consolat fins a la visita de la infanta Isabel de Borbó a la Cerdanya l'any 1913.
El Dietari d'Ortodó és un volum manuscrit en foli de pergamí que relata els fets històrics d'interès, els costums del cerimonial dels cònsols i mostassafs, (personatges encarregats de controlar les mesures i els pesos), les cerimònies religioses, juntament amb els dies festius a diferents parròquies.